# Bataille de Magdala

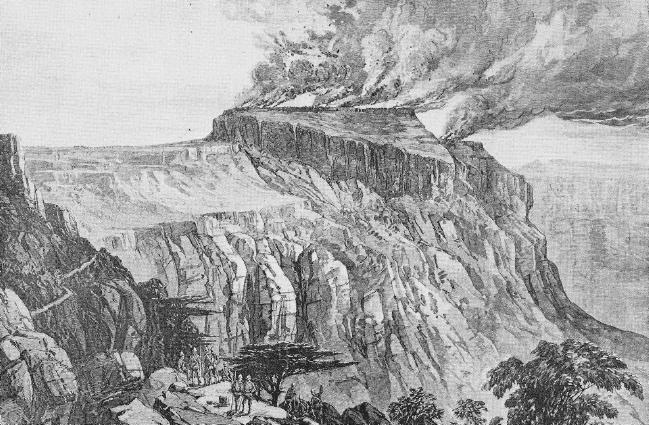
Incendie de la forteresse de Magdala en 1868.

La bataille de Magdala est menée du 9 au 13 avril 1868 à Magdala (appelée ultérieurement Amba Mariam) et à l'époque capitale de l'Empire d'Éthiopie.
Elle oppose les forces britanniques et éthiopiennes dans le cadre de l'expédition britannique en Éthiopie de 1868. Les Britanniques sont menés par Robert Napier, tandis que les Éthiopiens le sont par Téwodros II.
Les Britanniques remportent la bataille et Téwodros se suicide.